# Carbon megye (Utah)
Carbon megye az Amerikai Egyesült Államokban, azon belül Utah államban található. Megyeszékhelye és legnagyobb városa Price. Lakosainak száma 20 412 fő (2020. április 1.). Carbon megye Utah, Duchesne, Emery, Uintah, Sanpete és Grand megyékkel határos.

## Népesség
A megye népességének változása:
| Lakosok száma | 21 417 | 21 333 | 21 256 | 20 988 | 20 479 | 20 412 |
|               | 2010   | 2011   | 2012   | 2013   | 2015   | 2020   |